# Setge de Drèpana
El Setge de Drèpana va tenir lloc en el marc de la Primera Guerra Púnica, aproximadament des del 249 aC fins al 241 aC.

## Antecedents
Drèpana i Lilibèon (avui Marsala) eren dos bastions navals dels cartaginesos en la part occidental de Sicília, constantment sota l'atac dels romans.

## El setge
Durant el primer intent de posar setge a Drèpana, la victòria de la flota cartaginesa sobre la romana a la primera batalla de Drèpana va destruir el bloqueig naval que intentaven els romans, permetent que els púnics poguessin ajudar a les dues ciutat per mar. L'accés per terra estava controlat pel Mont Èrix, disputat constantment per ambdós exèrcits, amb els romans guanyant finalment.
L'any 241 aC, els romans comandats per Gai Lutaci Catul havien reconstruït la seva flota i havien reprès el setge naval de Drèpana, obligant un cop més els cartaginesos a enviar una flota de suport. Aquest cop, però, la flota púnica fou interceptada i destruïda per la flota romana a la batalla d'Egusa, finalitzant la Primera Guerra Púnica.